# 송정초등학교 (울산)
송정초등학교는 대한민국 울산광역시 북구 화봉동에 있는 대한민국의 공립 초등학교이다.

## 학교 연혁
- 1951. 04. 01 농남국민학교 개교
- 1974. 04. 13 송정국민학교로 교명 변경
- 1995. 09. 01 연암초등학교 개교와 함께 분리 이관
- 1996. 03. 01 송정초등학교로 교명 변경
- 1999. 03. 01 화봉동 현위치로 이전
- 2010. 03. 01 화봉초등학교 개교와 함께 분리 이관
- 2012. 03. 01 37학급(일반학급 36학급, 특수학급 1학급) 편성
- 2013. 02. 14 급식소 및 인조잔디 운동장 준공식
- 2013. 02. 22 제57회 졸업생(210명, 총 7,822명 졸업)
- 2013. 03. 01 36학급 (일반학급 35학급, 특수학급 1학급) 편성
- 2013. 09. 01 21대 교장 박영수 부임

## 참고 자료
- 송정초등학교 - 한국교육학술정보원 학교알리미